# Episodi de La piccola grande Nell (quinta stagione)
La quinta stagione della serie televisiva La piccola grande Nell è stata trasmessa in anteprima negli Stati Uniti d'America dalla NBC tra il 14 settembre 1985 e il 10 maggio 1986.
| nº | Titolo originale      | Titolo italiano | Prima TV USA      | Prima TV Italia |
| -- | --------------------- | --------------- | ----------------- | --------------- |
| 1  | Joey's Train          |                 | 14 settembre 1985 |                 |
| 2  | Ship of Fools: Part 1 |                 | 21 settembre 1985 |                 |
| 3  | Ship of Fools: Part 2 |                 | 28 settembre 1985 |                 |
| 4  | The Man from Zoron    |                 | 5 ottobre 1985    |                 |
| 5  | Addy's Goodbye        |                 | 19 ottobre 1985   |                 |
| 6  | So Long, Jonathan     |                 | 26 ottobre 1985   |                 |
| 7  | Mama                  |                 | 2 novembre 1985   |                 |
| 8  | Sam's Little Girl     |                 | 9 novembre 1985   |                 |
| 9  | The Elevator          |                 | 16 novembre 1985  |                 |
| 10 | Nell's New Car        |                 | 23 novembre 1985  |                 |
| 11 | Nell's Gifted Child   |                 | 30 novembre 1985  |                 |
| 12 | Katie's Apartment     |                 | 7 dicembre 1985   |                 |
| 13 | Snippets              |                 | 14 dicembre 1985  |                 |
| 14 | Second Chance: Part 1 |                 | 4 gennaio 1986    |                 |
| 15 | Second Chance: Part 2 |                 | 11 gennaio 1986   |                 |
| 16 | Bienvenido, Jonathan  |                 | 18 gennaio 1986   |                 |
| 17 | The Gun               |                 | 1 ° febbraio 1986 |                 |
| 18 | A Lesson for Nell     |                 | 8 febbraio 1986   |                 |
| 19 | Pride and Prejudice   |                 | 15 febbraio 1986  |                 |
| 20 | Family Reunion        |                 | 22 febbraio 1986  |                 |
| 21 | Getting to Know You   |                 | 29 marzo 1986     |                 |
| 22 | Katie's Korner        |                 | 5 aprile 1986     |                 |
| 23 | Found Money           |                 | 3 maggio 1986     |                 |
| 24 | The Purse Snatcher    |                 | 10 maggio 1986    |                 |